# Dream Street
Dream Street ist das zweite Studioalbum von Janet Jackson, das im Oktober 1984 bei A&M Records erschien.

## Geschichte
Im Vergleich zum Debütalbum fiel Dream Street noch Dance-Pop-orientierter aus. Neu war auch die Beteiligung anderer Mitglieder der Familie Jackson. So wurde es von Marlon Jackson produziert, und auch Michael Jackson übernahm einige kleine Gesangspassagen.
Vier Singles wurden ausgekoppelt, darunter Two to the Power of Love, ein Duett mit Cliff Richard. Das Album erreichte Platz 147 der Charts in den USA und war somit kein großer Erfolg. Dieser stellte sich erst mit dem Nachfolger Control ein.

## Kritik
Die Webseite Allmusic beschrieb vor allem Don't Stand Another Chance als herausragend, da eine "Familienangelegenheit". Auch das Funk-Stück Pretty Boy sowie die Stücke Hold Back the Tears und If It Takes All Night wurden genannt, die letzten beiden als "zufriedenstellender 80er-Pop".

## Titelliste
1. Don’t Stand Another Chance (John Barnes, Janet Jackson, Marlon Jackson) – 4:18
2. Two to the Power of Love (mit Cliff Richard) (Peter Beckett, Steven A. Kipner) – 3:08
3. Pretty Boy (Jesse Johnson) – 6:37
4. Dream Street (Arthur Barrow, Pete Bellotte, John Philip Shenale) – 3:57
5. Communication (Paul Bliss) – 3:16
6. Fast Girls (Johnson) – 3:20
7. Hold Back the Tears (Chris Eaton) – 3:15
8. All My Love to You (Marlon Jackson, Anthony Patler) – 5:46
9. If It Takes all Night (David A. Bryant, Jay Gruska) – 4:08

## Mitwirkende
- Beth Andersen – Background Vocals
- John Barnes – Keyboards, Programming, Moog Synthesizer, Rhythm, Associate Producer, Drum Programming, Rhythm Arrangements, Moog Bass
- Arthur Barrow – Bass, Arranger, Guitar (Bass), Keyboards
- Bill Bartell – Engineer, Mixing
- Steve Bates – Engineer
- Chuck Beeson – Art Direction
- Pete Bellotte – Producer
- Bill Bottrell – Engineer, Mixing
- William Bottrell – Engineer
- Sam Emerson – Photography, Inlay Photography
- Dino Espinosa – Background Vocals
- Jackie Espinosa – Background Vocals
- Michael Espinosa – Background Vocals
- Tito Espinosa – Background Vocals
- Gary Falcone – Background Vocals
- Mitchell Froom – Arranger, Keyboards
- Brian Gardner – Mastering
- Steve Hodge – Engineer
- Jackie Jackson – Background Vocals
- Janet Jackson – Vocals, Duet
- Marlon Jackson – Drums, Programming, Background Vocals, Rhythm, Producer, Drum Programming, Rhythm Arrangements
- Michael Jackson – Background Vocals
- Tito Jackson – Background Vocals
- Jesse Johnson – Producer
- Marva King – Background Vocals
- Harry Langdon – Cover Photo
- Peter Martinsen – Engineer, Remixing, Mixing
- Peggy McCreary – Mixing
- Jonathan Moffett – Drums
- Giorgio Moroder – Producer
- Melanie Nissen – Design
- Cecille Parker – Stylist
- Anthony Patler – Keyboards, Rhythm, Rhythm Arrangements
- Greg Phillinganes – Keyboards, Moog Synthesizer, Moog Bass
- Joe Pizzulo – Background Vocals
- Brian Reeves – Mixing, Mixdown Engineer
- Cliff Richard – Vocals on "Two To The Power of Love"
- John Philip Shenale – Arranger, Keyboards
- Jeremy Smith – Engineer, Mixing
- Julia Tillman Waters – Background Vocals
- Julia Waters – Background Vocals
- Maxine Willard Waters – Background Vocals
- Richie Zito – Guitar